# Grab des Jonker Afrikaner
Das Grab des Jonker Afrikaner ist die Begräbnisstätte des Stammesführers der Orlam Jonker Afrikaner in Okahandja, Namibia.
Der Jonker Afrikaner starb hier 1861 an den Folgen einer Entzündung, nachdem er – während eines Raubzuges gegen die Ovambo schwer erkrankt – sich bei dem ihm befreundeten Hererohäuptling Tjamuaha niedergelassen hatte. Er wurde in der Nähe der bei der Orlam-Afrikaner-Siedlung gelegenen Rheinischen Missionsstation an der Heroes Street beigesetzt.
Die abgetrennt vom eigentlichen Friedhof liegende Grablege ist ein flaches, aus unbehauenen Feldsteinen gebildetes Grab. An der oberen Seite erinnert eine bronzene Tafel an den Stammesführer. An der Stirnseite ist eine Denkmalplakette angebracht.
Das Grab des Jonker Afrikaner wurde am 16. Januar 1950 vom Rat für Nationales Erbe als erstes Objekt in der Geschichte Namibias zum Nationalen Denkmal in Namibia erklärt.
1970 wurde hier der Hereroführer Hosea Kutako, auf eigenen Wunsch, neben dem Grab Jonker Afrikaners beerdigt.